# Juozas Žebrauskas
Juozas Žebrauskas (* 3. Dezember 1943 in Maironiai, Rajongemeinde Joniškis) ist ein litauischer Politiker.

## Leben
Nach dem Abitur an der Mittelschule absolvierte Juozas Žebrauskas 1972 das Diplomstudium der Agronomie an der Lietuvos žemės ūkio akademija in Kaunas.
Von 1990 bis 1992  war er Deputat im Rat Joniškis, von 1992 bis 1996 Mitglied im  Seimas, von 1997 bis 2011 Mitglied im Rat der Rajongemeinde Joniškis.
Ab 1990 war Juozas Žebrauskas Mitglied der Lietuvos demokratinė darbo partija und ab 2001 der Lietuvos socialdemokratų partija.
Juozas Žebrauskas ist verheiratet. Mit Frau Irena hat er die Kinder Kristina, Jurgita, Gediminas.